# Южноафриканский карликовый геккон
Южноафриканский карликовый геккон, или желтоголовый карликовый геккон (лат. Lygodactylus picturatus) — вид ящериц из семейства гекконовых.

## Описание
Мелкий геккон, достигающий общей длины тела 8—9 см, из которых на хвост приходится около половины. Самки, как правило, меньше самцов. В задней части хвоста на нижней стороне у этих гекконов имеется приспособление, аналогичное цепким подпальцевым пластинкам (за что вид и получил своё название).
У самцов голова и шея ярко-жёлтого цвета с тёмно-коричневыми или черными продольными полосами, горло почти чёрное. Остальное тело сверху окрашено в сине-серый цвет с глазчатыми пятнами. Самки и молодые ящерицы окрашены гораздо менее ярко: тело коричневатое со светлыми и темными пятнами, голова светлая, желтоватая, горло белое со светло-серым мраморным рисунком. Брюхо у обоих полов жёлтое.
Вид широко распространён в Африке. Ареал охватывает Танзанию, Эфиопию, Кению, Мозамбик, Зимбабве, Сомали, Занзибар, Замбию, Заир, Судан, Эритрею, Эфиопию, Центральноафриканскую Республику, Буркина-Фасо, Сенегал, Мали, Камерун, Гвинею, Нигерию, Уганду, остров Мафия.
Южноафриканский карликовый геккон ведет исключительно древесный образ жизни, активен днём. Обладает большой экологической пластичностью и встречается в самых разнообразных биотопах: в лесах, на побережьях на стволах пальм, в саваннах на невысоких деревьях и кустарниках. Не избегает близости человека, часто поселяется на заборах и стенах строений.
Питается мелкими насекомыми.
Самцы гекконов территориальны и охраняют свой участок от других самцов. На территории доминирующего самца (как правило, это одно дерево или куст) обитают одна или несколько самок и молодые неполовозрелые гекконы. По достижении половой зрелости самцы изгоняются с участка.
Самки откладывают 1—2 яйца. Инкубационный период длится 60—70 дней. Длина новорожденных гекконов составляет около 2,5 см.

## Классификация
Вид включает три подвида:
- Lygodactylus picturatus picturatus
- Lygodactylus picturatus mombasicus
- Lygodactylus picturatus sudanensis

L. p. mombasicus в настоящее время часто выделяют в отдельный вид L. mombasicus. Ранее выделявшийся подвид L. p. gutturalis был признан отдельным видом L. gutturalis, а L. p. ukerewensis — синонимом L. manni.